# Karla Mosley
Karla Cheatham Mosley (New York, 27 agosto 1981) è un'attrice statunitense.

## Biografia
Nata a Westchester, prende parte a numerosissime serie televisive di successo come Gossip Girl e Hart of Dixie ma il successo arriva nel 2008 nella soap opera Sentieri interpretando il ruolo di Christina Moore fino al 2009.
Nel 2013 entra nel cast principale della soap opera Beautiful con il ruolo di Maya Avant la prima transgender della storia della soap, ruolo che ricopre fino al 2019. Nell'aprile 2021, ha assunto brevemente il ruolo di Amanda Sinclair nella soap opera Febbre d'amore come sostituta a breve termine di Mishael Morgan. Dal 2025 interpreta Dani Dupree nella soap opera Beyond the Gates.

## Vita privata
L'attrice si è sposata nel 2011 con Jeremiah Frei Person dopo una relazione lunga 13 anni. La coppia si separa nel 2016.
Successivamente intraprende una relazione con John Rogers dalla quale ha una figlia, Aurora Imani Rogers, nata il 17 agosto 2018.

## Filmografia

### Cinema
- Burn After Reading - A prova di spia (Burn After Reading) - regia di Ethan Coen e Joel Coen (2008)
- Red Hook - regia di Elizabeth Lucas (2009)
- Violet to Earth - regia di Jonathan Kowalski e Kirsten Stoffa (2012)
- Men in Black 3 - regia di Barry Sonnenfeld (2012)
- Un marito da addestrare (How to Pick Your Second Husband First) - regia di Sandra L. Martin (2018)

### Televisione
- Hi-5 - Serie TV (2003)
- The Knights of Prosperity - Serie TV (2007)
- Gossip Girl - Serie TV (2008) episodio 1x14
- Criminal Intent - Serie TV (2008)
- Sentieri - soap opera (2008-2009)
- Wed Locked - Serie TV (2009)
- Castle - serie TV, episodio 4x18 (2012)
- Blood Brothers - Serie TV (2012)
- Beautiful - soap opera (2013-2019) - Maya Avant
- Hart of Dixie - Serie TV (2013-2014)
- Dove batte il cuore (From the Heart) - film TV, regia di Sandra L. Martin (2020)
- Febbre d'amore - soap opera (2021) - Amanda Sinclair
- Beyond the Gates - soap opera (2025-in corso) - Dani Dupree

### Webseries
- Room8 - Ruolo: Scarlett (2014)

## Doppiatrici italiane
Nelle versioni in italiano dei suoi film, Karla Mosley è stata doppiata da:
- Mariangela D'Amora in Un marito da addestrare
- Gianna Gesualdo in Dove batte il cuore
- Letizia Ciampa in Beautiful